# Corina Newsome
Corina Newsome est une ornithologue et rédactrice scientifique, afro-américaine.

## Biographie
Corina Newsome grandit à Germantown en Philadelphie. En 2015, elle obtient son baccalauréat universitaire (licence) en zoologie et biologie de la faune sauvage à la Malone University (en). Elle poursuit ses études en ornithologie après avoir observer les geais bleus sur le terrain,. Elle est étudiante de troisième cycle à l'université du Sud de la Géorgie, où elle se concentre sur la conservation et la protection des oiseaux.

## Carrière professionnelle
Corina Newsome travaille comme gardienne du zoo de Nashville, où elle se spécialise en sensibilisation, éducation environnementale et dressage des animaux. Elle a également travaillé au zoo de Philadelphie et au zoo de Cleveland Metroparks. Ses recherches se concentrent sur l'étude des rôles du changement climatique et de la prédation sur les prions de MacGillivray.
Corina Newsome est rédactrice et journaliste pour le magazine BBC Wildlife.

## Recherches et engagements
Corina Newsome développe le programme Pathway to Animal Careers au zoo de Nashville. Elle est directrice du programme de carrières dans le domaine de la faune et de la flore de l'université de Malone, afin d'offrir une formation professionnelle aux étudiants et étudiantes du secondaire issus de milieux à faibles revenus.
Rédactrice scientifique, elle gère un compte Twitter et un blog, sous le nom de Hood Naturalist dédié à la science et à la nature. Elle y plaide également en faveur de l'égalité environnementale, et souhaite promouvoir la diversité en biologie et dans les carrières scientifique,. Le terme de "Hood Naturalist" reflète son éducation dans un environnement urbain, et vise à contrer l'hypothèse selon laquelle tous les naturalistes grandissent dans des zones rurales ou sauvages. 
Ses recherches et ses efforts de sensibilisation aux sciences ont été présentés dans un certain nombre de podcasts et d'émissions de radio, comme Short Wave et Science Friday de la National Public Radio (NPR). En 2017, elle participe au documentaire environnemental Behold the Earth de David Conover. 

## Engagement militant
En avril 2019, Corina Newsome fait partie d'une équipe de femmes qui critique la ligne éditoriale de Discovery Channel par le biais de la chanson. Leur réponse se matérialise en un clip musical intitulé Let Me Blow Ya Mind, et représente un groupe diversifié de femmes scientifiques démontrant que la science est pour tout le monde. La même année, l’ornithologue publie un clip de rap sur le titre Anything For The Count, un remix du titre Clout du rappeur américain Offset. La vidéo témoigne de son amour pour l'observation des oiseaux, insiste sur l’importance d'étudier et de protéger les oiseaux.
En 2020, pour répondre à une série d'événements dont le meurtre d'Ahmaud Arbery, un homme noir non armé abattu à Brunswick en Géorgie, et le racisme auquel est confronté l'ornithologue noir Christian Cooper à Central Park, Corina Newsome et Earyn McGee co-organise la Semaine des ornithologues noirs, un événement célébrant les ornithologues noirs sur les médias sociaux,. La Black Birders Week a bénéficié d'une couverture médiatique mondiale, avec notamment des articles dans National Geographic, Scientific American et Forbes. En outre, la première Black Birders Week a produit un contenu unique en collaboration avec la Société nationale Audubon et l'Aquarium de la baie de Monterey,.